# Терновое (Беловодский район)
Терновое (укр. Тернове) — село, относится к Беловодскому району Луганской области Украины.
Население по переписи 2001 года составляло 120 человек. Почтовый индекс — 92824. Телефонный код — 6466. Занимает площадь 0,86 км². Код КОАТУУ — 4420688803.

## Местный совет
92823, Луганська обл., Біловодський р-н, с. Новоолександрівка, вул. Чаговця, 1  (укр.)